# Khalifa Abdullah
Khalifa Abdullah (Arabic:خليفة عبد الله) (sinh ngày 20 tháng 2 năm 1991) là một cầu thủ bóng đá người Các Tiểu vương quốc Ả Rập Thống nhất. Hiện tại anh thi đấu cho Al-Fujairah.